# 施图默尔贝格
施图默尔贝格是奥地利蒂罗尔州施瓦茨县的一个市镇。总面积56.73平方公里，总人口798人，人口密度14.1人/平方公里（2005年）。